# Ksenia Solo
Ksenia Solo (Riga, 8 ottobre 1987) è un'attrice canadese.

## Biografia
Ksenia Solo è nata in Lettonia l'8 ottobre del 1987 ed è cresciuta in Canada dove ha studiato danza fino all'età di 14 anni. I suoi genitori si sono trasferiti in Canada nel 1992, dopo i disordini che portarono alla dichiarazione di indipendenza della Lettonia dall'Unione Sovietica nel 1990.
Ksenia è nota soprattutto per il ruolo di Zoey Jones nella serie Renegadepress.com, grazie al quale ha vinto il Gemini Award nel 2005 e nel 2006. Successivamente è apparsa in diversi film e serie televisive canadesi. Nel 2010, oltre ad aver interpretato la parte di Natasha (Tasha) in Life Unexpected, ha anche avuto una piccola parte nel film Il cigno nero di Darren Aronofsky. Dal 2010 Ksenia Solo è co-protagonista nella serie Lost Girl nella quale interpreta il ruolo di Kenzi.

## Filmografia

### Cinema
- A Man of Substance, regia di Jana Sinyor – cortometraggio (2001)
- The Republic of Love, regia di Deepa Mehta (2003)
- Il cigno nero (Black Swan), regia di Darren Aronofsky (2010)
- The Factory - Lotta contro il tempo (The Factory), regia di Morgan O'Neill (2012)
- Pet, regia di Carles Torrens (2016)
- In Search of Fellini, regia di Taron Lexton (2017)
- Tulipani - Amore, onore e una bicicletta (Tulipani: Liefde, eer en een fiets), regia di Mike van Diem (2017)

### Televisione
- I Was a Sixth Grade Alien – serie TV, 1 episodio (2000)
- Pianeta Terra: cronaca di un'invasione – serie TV, 1 episodio (2000)
- My Louisiana Sky – film TV (2001)
- What Girls Learn – film TV (2001)
- Sins of the Father – film TV (2002)
- Adventure Inc. – serie TV, 1 episodio (2002)
- Www.facili_prede – film TV (2003)
- Missing (1-800-Missing) – serie TV, 1 episodio (2004)
- Kojak – serie TV, 1 episodio (2005)
- Mayday – film TV (2005)
- La nemica della porta accanto (Love Thy Neighbor), regia di Paul Schneider – film TV (2006)
- Cold Case - Delitti irrisolti – serie TV, episodio 4x22 (2007)
- Renegadepress.com – serie TV, 1 episodio (2007)
- Moonlight – serie TV, 1 episodio (2008)
- Crime Stories – serie TV, 1 episodio (2009)
- The Cleaner – serie TV, 1 episodio (2009)
- Life Unexpected – serie TV, 20 episodi (2010-2011)
- Nikita – serie TV, 1 episodio (2010)
- Lost Girl – serie TV (2010-2015)
- Locke & Key – film TV (2011)
- Orphan Black – serie TV (2015)
- Turn: Washington's Spies – serie TV, 30 episodi (2015-2017)
- Project Blue Book – serie TV (2019-in corso)

## Doppiatrici italiane
- Alessia Amendola in Cold Case - Delitti irrisolti
- Chiara Gioncardi in Il cigno nero
- Francesca Manicone in Life Unexpected
- Giulia Franceschetti in Orphan Black
- Emanuela Damasio in Pet
- Gaia Bolognesi in Project Blue Book